# Rivian R1S
Rivian R1S este un SUV off-road electric, produs de Rivian Automotive.